# All by Myself (album de Regina Belle)
Pour les articles homonymes, voir All by Myself.
Albums de Regina Belle
Stay with Me
(1989)
All by Myself est le premier album de la chanteuse Regina Belle. Cet album contient les singles à succès Show Me the Way, So Many Tears, How Could You Do It to Me, Please Be Mine et You Got the Love.
L'album atteint la 85e place du classement Billboard 200 et la 14e place du classement Top R&B/Hip-Hop Albums.

## Liste des titres
1. Show Me The Way
2. Take Your Love Away
3. Please Be Mine
4. After the Love Has Lost Its Shine
5. Intimate Relations
6. You Got the Love
7. How Could You Do It to Me
8. Gotta Give It Up
9. So Many Tears